# Arabia Saudyjska na Letnich Igrzyskach Olimpijskich Młodzieży 2010
Arabię Saudyjską na Letnich Igrzyskach Olimpijskich Młodzieży w Singapurze w 2010 reprezentować będzie 9 sportowców w 4 dyscyplinach.

## Skład kadry

### Jeździectwo
- Dalma Rushdi H Malhas

### Lekkoatletyka
- Ibrahim Abdullah
- Abdullah Abkar
- Abdullah Alasiri
- Ali Alghamdi
- Hussain Alkhalaf
- Ahmed Burhan

### Pływanie
- Hazem Tashkandi

### Podnoszenie ciężarów
- Duhaylib Mohsen Al